# 17 Pułk Piechoty (Księstwo Warszawskie)
17 Pułk Piechoty – pułk piechoty Armii Księstwa Warszawskiego.

## Formowanie i zmiany organizacyjne
Latem 1809 roku, podczas wojny polsko-austriackiej, sformowano sześć nowych pułków piechoty. By nie zadrażniać stosunków z Rosją, nadano im nazwę „galicyjsko-francuskich”. 17 pułk piechoty sformowany został w 1809 w Zamościu kosztem Ordynacji Zamoyskich jako 6 pułk piechoty galicyjsko-francuskiej. Zawiązkiem były kompanie strzelców powstałe w czasie oblężenia Zamościa. 3 lipca pułk złożył w Zamościu przysięgę na wierność cesarzowi.
W grudniu 1809 wszedł w skład armii Księstwa Warszawskiego na krótko jako 18 pp, a po rozwiązaniu 16 pp otrzymał numer 17. Po wojnie polsko austriackiej stacjonował w Płocku, a od 1811 w Toruniu. Pod koniec 1809 roku pułk liczył 2561 żołnierzy. Według etatu z 1810 roku, pułk składał się ze 27 osobowego sztabu i trzech batalionów piechoty po 6 kompanii. Sztaby batalionów liczyć miały 4 osoby, a kompanie 136 żołnierzy. W sumie w pułku powinno służyć 2487 żołnierzy. Faktycznie stan osobowy oddziału był nieco mniejszy. W kwietniu 1810 przeszedł do Torunia, jako załoga twierdzy.
Zgodnie z zarządzeniem Napoleona z 17 maja 1811 roku, na terenie Księstwa Warszawskiego utworzono trzy dywizje. Pułk wszedł w skład 2 Dywizji.
W czasie przygotowań do inwazji na Rosję 1812 roku pułk włączony został w strukturę 17 Dywizji Jana Henryka Dąbrowskiego z V Korpusu Wielkiej Armii ks. Józefa Poniatowskiego.
Podczas reorganizacji armii Księstwa 17 pułku piechoty nie odtworzono.
Po abdykacji Napoleona, car Aleksander I wyraził zgodę na odesłanie oddziałów polskich do kraju. Miały one stanowić bazę do tworzenia Wojska Polskiego pod dowództwem wielkiego księcia Konstantego. 13 czerwca 1814 roku pułkowi wyznaczono miejsce koncentracji w Siedlcach.
Pułk nie został jednak odtworzony, bowiem etat armii Królestwa Polskiego przewidywał tylko 12 pułków piechoty. Nowe pułki piechoty sformowano dopiero po wybuchu powstania listopadowego. Rozkaz dyktatora gen. Józefa Chłopickiego z 10 stycznia 1831 roku nakładał obowiązek ich organizowania na władze wojewódzkie. W województwie płockim tworzony był 1 Pułk Województwa Płockiego przemianowany później na 17 pułk piechoty liniowej.

## Żołnierze pułku
Dowódcy pułku:
- płk Józef Hornowski (20 czerwca 1809),
- płk Stefan Koszarski (8 października 1812),
- płk Feliks Grotowski (18 stycznia 1813).

Podoficerowie:
- sierż. Joanna Żubr

## Walki pułku
Pułk brał udział w walkach w okresie inwazji na Rosję 1812 roku i kampanii 1813 roku.
Po rozpoczęciu działań wojennych w czerwcu 1812 roku pułk skoncentrował się między Serockiem a Pułtuskiem. Z tego rejonu w składzie 17 DP ruszył w kierunku Rajgród - Augustów. W końcu czerwca przeszedł Niemen i maszerując przez Nowogródek i Nieśwież, osiągnął 24 lipca Jakszyce nad Berezyną. Stąd jego 2 batalion skierowano na południe do Swisłoczy, a pozostałe siły pułku maszerowały dalej na wschód i pod koniec lipca osiągnęły Mohylew. Tu zarządzono odpoczynek. Pułk spełniał działania osłonowe. Jego zadaniem było też blokować Bobrujsk oraz zapewnić osłonę od Mozyrza. 14 września pod Pankratowiczami pułk zwycięstwo nad jedną z rosyjskich kolumn próbujących odblokować Bobrujsk. We wrześniu i październiku wzmocniony szwadronem 15 p.uł. 17 pp patrolował brzeg Dniepru między Bychowem i Rohaczewem. Załogi poszczególnych miejscowości podejmowały często wypady za rzekę. W związku z odwrotem Wielkiej Armii spod Moskwy, 17 listopada 1/17 pp został ściągnięty z Bychowa do Mohylewa, a następnie do Orszy. Tam ochraniał magazyny i przeprawy przez Dniepr. W Orszy batalion został przyłączony do V korpusu gen. Józefa Zajączka i wycofywał się razem z nim. Kilka dni później z Mohylewa zaczęły wycofywać się główne siły pułku. 25 listopada połączyły się one w Bobrze z wycofującymi się na zachód resztkami Wielkiej Armii. Pułk odparł pod Bobrem ataki wojsk rosyjskich. 27 listopada pułk przeprawił się przez Berezynę koło Studzianki i skierowany w rejon Zaniwek. Tu nastąpiło połączenie z 1 batalionem.
W bitwie pod Stachowem 17 pułk piechoty znalazł się w środku drugiej linii. Atak rosyjski rozpoczął się w godzinach rannych 28 listopada. Widząc przewagę liczebną Rosjan i załamywanie się pierwszej linii, marsz. Ney zaczął wprowadzać do walki oddziały drugiej linii, a wreszcie swój ostatni odwód V korpus. Jego główną siłę stanowiły bataliony 14 i 17 pułku piechoty. Kontratak poprowadził osobiście gen. Zajączek. Rosjanie zostali odrzuceni na pozycje wyjściowe. Kontratak sił rosyjskich, wsparty artylerią, spowodował duże straty piechoty polskiej. Ciężko ranny dowódca pułku płk Hornowski dostał się do niewoli. Polacy cofnęli się aż pod same Zaniwki. Sytuację uratowała udana szarża ułanów polskich i kirasjerów francuskich, która przywróciła pierwotne położenie.
2 grudnia Napoleon wydał rozkaz nakazujący V Korpusowi marsz do Warszawy. 7 grudnia osiągnięto Wilno. Dalej przed Olitę, Grodno, Augustów i Łomżę resztki korpusu dotarły do Warszawy. 17 pułkowi piechoty wyznaczono miejsce stacjonowania w Łowiczu. Zbierano rekruta i ściągano żołnierzy z dawnych zaciągów. Szybkie postępy Rosjan spowodowały, że 17 pułk piechoty skierowany został do Modlina. Przybył tam 31 stycznia 1 batalion liczący 28 oficerów i 390 żołnierzy. Kolejny batalion pułku został wysłany do wzmocnienia obsady Zamościa. Do twierdzy nie dotarł, a dowódca ppłk Mazurkiewicz dostał się do niewoli rosyjskiej. Trzeci batalion pułku wycofywał się wraz z wojskami ks. Poniatowskiego na Częstochowę i Kraków. Kadra i zakład pułku wycofywały się na zachód z dywizją gen. Dąbrowskiego. 13 lutego w Tyniczu pod Kaliszem zostały zaskoczone przez wojska rosyjskie. Część rozproszyła się, część dostała się do niewoli.
Bitwy i potyczki:
- pod Mohylewem (1812),
- nad Berezyną (28 listopada 1812),
- obrona Modlina i Zamościa (1813).

## Chorągiew
Chorągiew pułku 17 piechoty
Na bławacie aksamitnym karmazynowym o wymiarach 52 cm x 46 cm haftowany nićmi srebrnymi orzeł polski. Korona, dziób, nogi, berło i jabłko — złotymi. Na odwrocie napis: "POŁK. 17 IMIENIA ZAMOYSKICH" haftowany srebrem w podobnie haftowanym kręgu. Na rogach bomby z płomieniem